# Ingenio azucarero

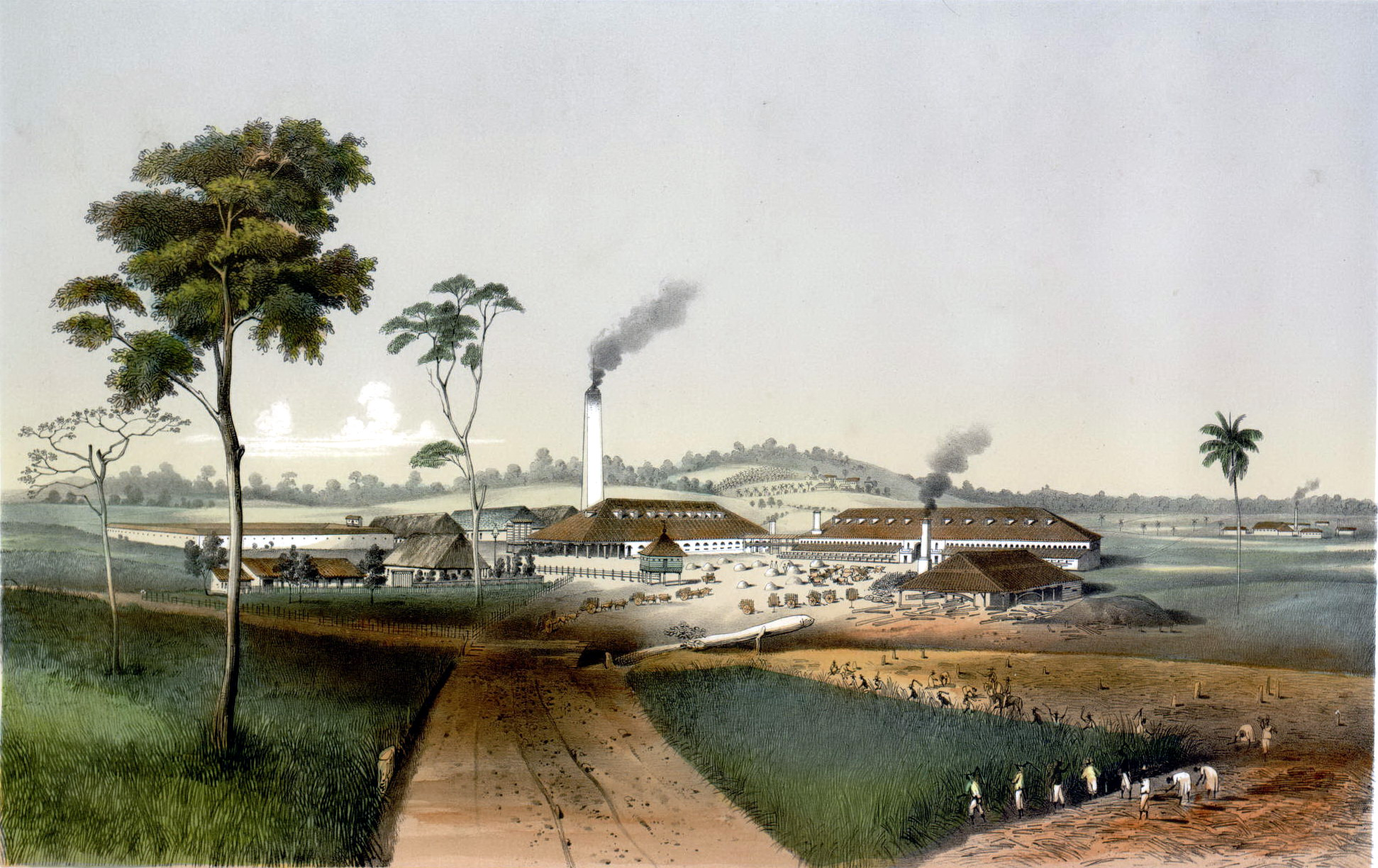
El ingenio de Santa Teresa Agüica, en Cuba, 1857.

Un ingenio azucarero es un conjunto de instalaciones industriales dedicadas a la molienda y procesamiento de la caña de azúcar, para producir azúcar o sacarosa.
El nombre de ingenio para este tipo de industria se utiliza en países como Argentina, Bolivia, Colombia, Cuba, México o la República Dominicana, entre otros.

Ingenio en funcionamiento, Pernambuco, Brasil, década de 1950.

## Antecedentes
Se denominaba ingenio azucarero o simplemente ingenio a una antigua hacienda colonial iberoamericana —con precedentes en Ingenio en las islas Canarias— con instalaciones para procesar caña de azúcar con el objetivo de obtener azúcar, ron, alcohol y otros productos. Tiene su antecedente en el trapiche, cuya escala de producción era muy pequeña y, a su vez, el ingenio vino a ser sustituido por grandes centrales azucareras modernas que se desarrollaron en el siglo XX, pero en algunos países, los ingenios se modernizaron y preservaron el nombre de ingenio.
Aunque la caña de azúcar no es un cultivo autóctono americano, y fue introducido en América por los españoles, portugueses y otros europeos, se adaptó rápidamente a las tierras intertropicales americanas, hasta el punto de que los mayores productores mundiales de azúcar se encuentran en este continente (Brasil, especialmente).
Durante la Edad Moderna y comienzos de la Edad Contemporánea se construyeron ingenios en América para la producción y comercialización a gran escala de azúcar y sus derivados.  Esto propicio el comercio de esclavos traídos de África que trabajaban en ellos.

## El Ingenio Bolívar

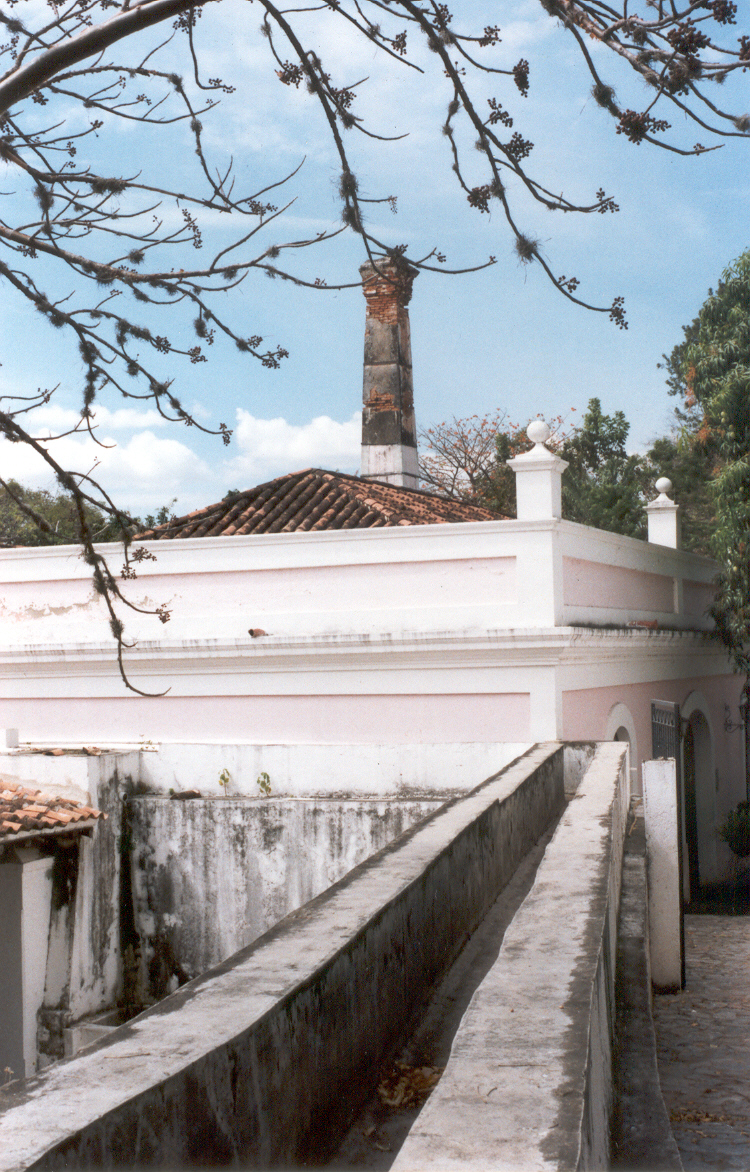
Canal de aducción para el molino

El Ingenio Bolívar se encuentra en una antigua hacienda de la familia de Simón Bolívar, ubicada en San Mateo, Estado Aragua (Venezuela), y es un magnífico ejemplo de este tipo de institución o empresa agroindustrial, que se inició durante la época colonial iberoamericana. Consta de un canal de aducción para agua, una rueda hidráulica, un horno (con la chimenea visible en la imagen de la derecha) que era alimentado con el bagazo de la caña como combustible y las calderas, bateas y alambiques que se usaban para producir papelón (pan de azúcar), azúcar o ron. Actualmente es la sede del Museo de la caña de azúcar (en el propio Ingenio) y del museo militar que se ubica en la casa alta.